# Římskokatolická farnost Mladějovice
Římskokatolická farnost Mladějovice je územní společenství římských katolíků v děkanátu Šternberk s farním kostelem svaté Máří Magdaleny.

## Historie farnosti
První písemná zmínka o obci pochází z roku 1141, kdy patřila olomoucké kapitule. Později olomouckému biskupství a od poloviny 15. století byla součástí šternberského panství. Původně česká ves se v 17. století poněmčila, po roce 1938 se stala součástí Sudet a po roce 1945 byli původní obyvatelé odsunuti.

## Duchovní správci
Od listopadu 2007 je administrátorem excurrendo R. D. Antonín Pechal.

## Bohoslužby
| Kostel               | Místo       | Bohoslužba (den) | Hodina | Poznámka     |
| -------------------- | ----------- | ---------------- | ------ | ------------ |
| svaté Máří Magdaleny | Mladějovice | neděle           | 8.30   | Farní kostel |

## Aktivity farnosti
Každý týden vychází Informátor pro farnosti Šternberk, Mladějovice, Horní Loděnice a Jívová.
Ve farnosti se pravidelně koná tříkrálová sbírka. V roce 2018 se při ní v obci Mladějovice vybralo 12 088 korun.